# 福津市
福津市（日语：／ Fukutsu shi */?）是位于福岡縣西北部，福岡市與北九州市中間的一市。于2005年1月24日由福間町與津屋崎町合併而成。
城市名稱「福津」取自合併前兩町名稱的第一字，也象徵許多「幸福」人所聚集的場所（日文為「津」）。

## 人口
| 福津市人口分布圖 |                                               |  |
| 福津市與日本全國年齡別人口分布比較圖 （2005年資料） | 福津市的年齡、男女別人口分布圖 （2005年資料） |  |
| ■紫色是福津市 ■綠色是全国 | ■藍色是男性 ■紅色是女性                       |  |
| 福津市人口變化 \| 1970年 \| 31,023人 \| \| \| 1975年 \| 36,192人 \| \| \| 1980年 \| 42,131人 \| \| \| 1985年 \| 47,504人 \| \| \| 1990年 \| 49,573人 \| \| \| 1995年 \| 54,144人 \| \| \| 2000年 \| 55,778人 \| \| \| 2005年 \| 55,677人 \| \| \| 2010年 \| 55,431人 \| \| \| 2015年 \| 58,781人 \| \| \| 2020年 \| 67,033人 \| \| |                                               |  |
| 資料來源：日本總務省統計中心提供之人口普查數據 |                                               |  |
| 1970年 | 31,023人                                      |  |
| 1975年 | 36,192人                                      |  |
| 1980年 | 42,131人                                      |  |
| 1985年 | 47,504人                                      |  |
| 1990年 | 49,573人                                      |  |
| 1995年 | 54,144人                                      |  |
| 2000年 | 55,778人                                      |  |
| 2005年 | 55,677人                                      |  |
| 2010年 | 55,431人                                      |  |
| 2015年 | 58,781人                                      |  |
| 2020年 | 67,033人                                      |  |

## 歷史
1961年位於八幡市（現已合併為北九州市）的八幡製鐵（現在的新日本製鐵）在此設立了員工住宅，開始帶動此地區大規模的住宅區開發，促成人口的大幅成長，並逐漸成為周邊兩大都會區的通勤城市。

### 年表
- 1889年4月1日：實施町村制，現在的轄區在當時分屬：宗像郡津屋崎村、宮地村、勝浦村、下西郷村、上西鄉村、神興村。
- 1897年6月4日：津屋崎村改制為津屋崎町。
- 1909年4月1日：
  - 津屋崎町和宮地村合併為新設置的津屋崎町。
  - 下西鄉村改名並改制為福間町。
- 1954年4月1日：福間町、上西郷村和神興村（村山田地區除外）合併為新設置的福間町。
- 1955年3月1日：津屋崎町和勝浦村合併為新設置的津屋崎町。
- 2005年1月24日：福間町與津屋崎町合併為福津市。

### 變遷表
| 1889年以前 | 1889年4月1日 | 1889年 - 1944年       | 1889年 - 1944年                 | 1945年 - 1959年       | 1960年 - 1989年       | 1989年 - 現在        | 現在                 |
| ---------- | ------------ | --------------------- | ------------------------------- | --------------------- | --------------------- | -------------------- | -------------------- |
|            | 津屋崎村     | 1897年6月4日 津屋崎町 | 1909年4月1日 津屋崎町           | 1955年3月1日 津屋崎町 | 1955年3月1日 津屋崎町 | 2005年1月24日 福津市 | 2005年1月24日 福津市 |
|            | 宮地村       |                       | 1909年4月1日 津屋崎町           | 1955年3月1日 津屋崎町 | 1955年3月1日 津屋崎町 | 2005年1月24日 福津市 | 2005年1月24日 福津市 |
|            | 勝浦村       |                       |                                 | 1955年3月1日 津屋崎町 | 1955年3月1日 津屋崎町 | 2005年1月24日 福津市 | 2005年1月24日 福津市 |
|            | 下西鄉村     | 下西鄉村              | 1909年4月1日 改制並改名為福間町 | 1954年4月1日 福間町   | 1954年4月1日 福間町   | 2005年1月24日 福津市 | 2005年1月24日 福津市 |
|            | 上西鄉村     |                       |                                 | 1954年4月1日 福間町   | 1954年4月1日 福間町   | 2005年1月24日 福津市 | 2005年1月24日 福津市 |
|            | 神興村       |                       |                                 | 1954年4月1日 福間町   | 1954年4月1日 福間町   | 2005年1月24日 福津市 | 2005年1月24日 福津市 |

## 交通

### 鐵路
- 九州旅客鐵道
  - 鹿兒島本線：福間車站 - 東福間車站

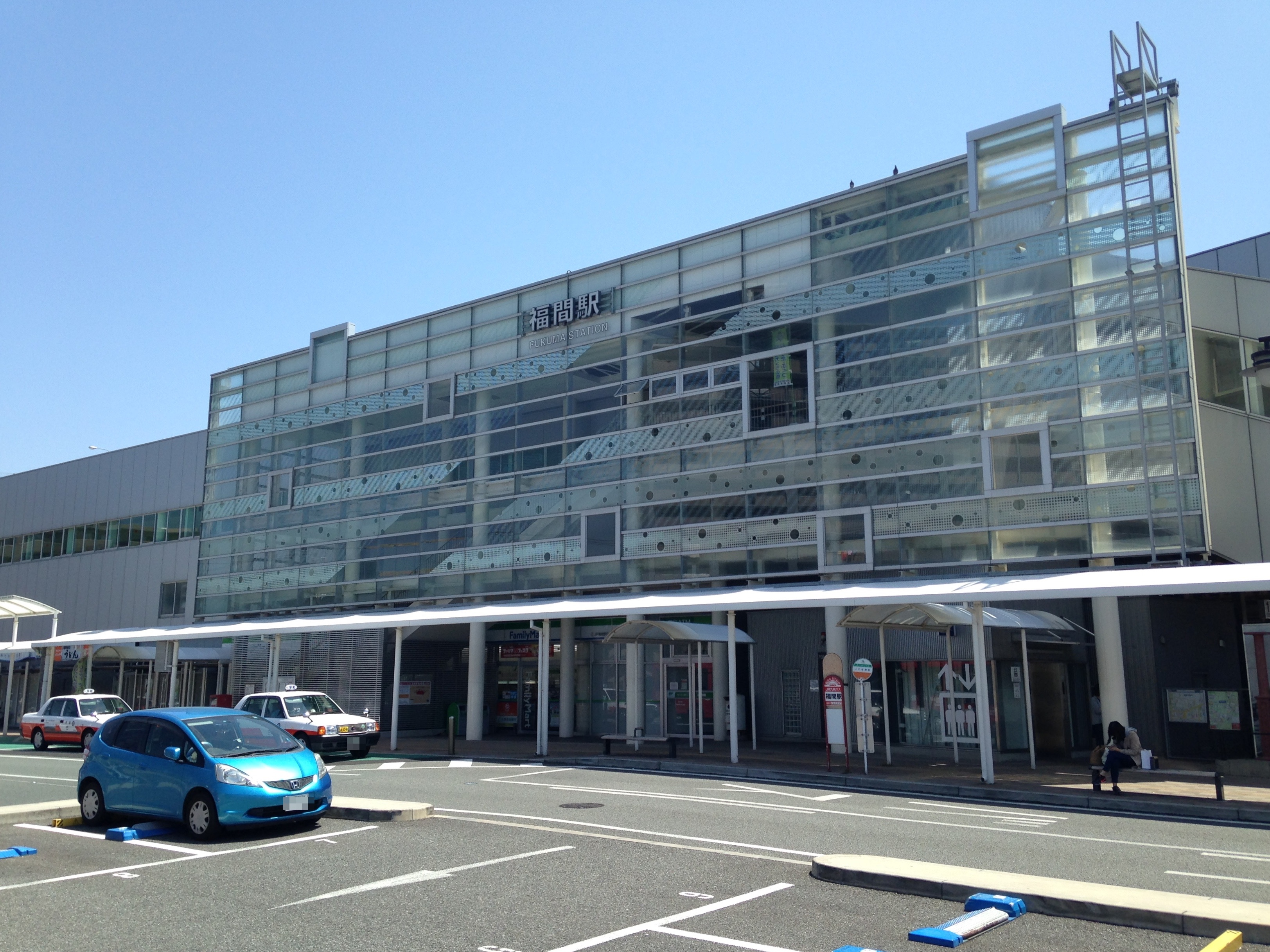
福間車站

過去曾有西日本鐵道宮地岳線通過，但已於2007年4月1日停駛。
- 西日本鐵道
  - 宮地岳線：西鐵福間車站 - 宮地岳車站 - 津屋崎車站

## 教育
高等學校
- 福岡縣立光陵高等學校（日语：福岡県立光陵高等学校）
- 福岡縣立水產高等學校（日语：福岡県立水産高等学校）

## 本地出身之名人
- 上山栃：漫畫家
- 林葉直子：將棋女流棋士
- 倉田主税：企業家、日立製作所第二任社長
- 八波則吉：日本文學學者
- 新海征治：化學家、九州大學教授
- 大家志津香：AKB48成員